# Горњоволшка низија
Горњоволшка низија (рус. Верхневолжская низменность) равничарско је подручје у централним деловима Источноевропске равнице уз горњи ток реке Волге. Смештена је на северу Московске, југоистоку Тверске и југозападу Јарославске области, у европском делу Руске Федерације. На северозападу постепено прелази у благо заталасано моренско Валдајско побрђе.
Низија се простире на надморским висинама између 115 и 160 метара и састављена је из неколико мањих целина, а најнижи делови су Шошинска и Дубнинска низија са висинама испод 120 метара. Изграђена је од моћних алувијално-глацијалних седимената моћности и до 100 метара. У рељефном погледу реч је о доста компактној целини на којој се издвајају плитке депресије које су често замочварене и претворене у тресаве, и моренска узвишења која се благо уздижу до максималних 160 метара надморске висине. Ерозивни процеси у речним долинама су слабо изражени. У морфолошком погледу северни обронци који се спуштају ка Волги су знатно стрмији у односу на јужне.
Реке које протичу преко територија Горњоволшке низије имају све карактеристике равничарских река, спори ток и велики степен меандрираности корита, и све припадају басену реке Волге. Речне обале су углавном пешчане. Поред Волге, значајнији водотоци су још и Дубна, Јахрома, Сестра и Сулат. Широм равнице налазе се бројна мочварна подручја, од којих су највећа Јахромска, Дубнинск и Ољховско-Тугољанска мочвара. Највећа језера су Заболотско, Батковско, Велико и Мало Тугољанско.